# 奧斯特羅韋爾希夫卡 (丘胡伊夫區)
49°48′5″N 36°10′2″E / 49.80139°N 36.16722°E
奧斯特羅韋爾希夫卡（烏克蘭語：Островерхівка）是位於烏克蘭東部的村莊，由哈爾科夫州丘胡伊夫区的茲米伊夫市鎮負責管轄。該村始建於1600年，面積2.29平方公里，海拔高度134米，2001年人口391，人口密度每平方公里170.7人。